# جعفر قادری
جعفر قادری (زادهٔ ۱۳۴۳ در لامرد) نماینده حوزه انتخابیه شیراز و زرقان در دوره‌های هشتم، نهم، یازدهم و دوازدهم مجلس شورای اسلامی و شهردار پیشین شیراز است. قادری اقتصاددان، عضو هیئت علمی دانشگاه شیراز و عضو کمیسیون برنامه و بودجه و محاسبات مجلس شورای اسلامی در دوره نهم نیز بوده‌است.

## سوابق علمی
۱. کارشناسی اقتصاد نظری از دانشگاه شیراز
۲. کارشناسی ارشد برنامه ریزی سیستم های اقتصادی از دانشگاه شیراز
۳. دکتری اقتصاد شهری و منطقه ای از دانشگاه تربیت مدرس – تهران

## تاریخچهٔ انتخاباتی
| سال       | انتخابات                   | رأی     | ٪     | رتبه | نتیجه              |
| --------- | -------------------------- | ------- | ----- | ---- | ------------------ |
| ۱۳۸۱      | شوراهای اسلامی شهر و روستا |         |       |      | پیروزی             |
| ۱۳۸۷–۱۳۸۶ | مجلس شورای اسلامی          | ۶۰،۶۸۵  |       | ۳    | راهیابی به دور دوم |
| ۱۳۸۷–۱۳۸۶ | دور دوم مجلس شورای اسلامی  | ۶۱،۷۵۲  |       | ۳    | پیروزی             |
| ۱۳۹۱–۱۳۹۰ | مجلس شورای اسلامی          | ۱۲۲،۳۳۶ | ۲۴٫۶۶ | ۲    | پیروزی             |
| ۱۳۹۴–۱۳۹۵ | مجلس شورای اسلامی          | ۱۱۱،۹۶۱ | ۱۹٫۷۰ | ۵    | راهیابی به دور دوم |
| ۱۳۹۴–۱۳۹۵ | دور دوم مجلس شورای اسلامی  | ۶۷،۲۲۹  | ۳۸٫۰۸ | ۵    | شکست               |
| ۱۳۹۹–۱۳۹۸ | مجلس شورای اسلامی          | ۱۱۶،۶۸۴ | ۳۶٫۴۲ | ۳    | پیروزی             |
| ۱۴۰۳–۱۴۰۲ | مجلس شورای اسلامی          | ۵۹،۰۶۲  | ۲۰٫۴۳ | ۲    | پیروزی             |

## ادعاها پیرامون نبود بیکاری در ایران
درحالی‌که اقتصاد دانان و جامعه شناسان در شغل حساب کردن رانندگی در اسنپ تردیددارند وی طی اظهارات عجیبی گفت:« اسنپ و تپسی به گونه‌ای رشد کرده‌اند که دیگر کسی نمی‌تواند بگوید «بی‌کار» است و هرکسی یک ماشین داشته باشد می‌تواند در این مجموعه‌ها «کار» کند»